# Kosuke Sagawa
Kosuke Sagawa (japanisch 佐川 洸介 Sagawa Kosuke; * 11. Mai 2000 in der Präfektur Saitama) ist ein japanischer Fußballspieler.

## Karriere
Kosuke Sagawa erlernte das Fußballspielen in der Schulmannschaft der Konan Minami Secondary School, in den Jugendmannschaften vom Kumagaya SC und Cerezo Osaka sowie in der Universitätsmannschaft der Tokyo International University. Von Juli 2022 bis Saisonende wurde er von der Universität an den Zweitligisten Tokyo Verdy ausgeliehen. Während der Ausleihe kam er in der zweiten Liga nicht zum Einsatz. Nach der Ausleihe wurde Sagawa am 1. Februar 2023 fest von Tokyo Verdy unter Vertrag genommen. Sein Zweitligadebüt gab Sagawa am 12. März 2023 (4. Spieltag) im Auswärtsspiel gegen Tokushima Vortis. Bei dem 2:0-Auswärtssieg wurde er in der 90.+3 Minute für Keito Kawamura eingewechselt. Am Ende der Saison 2023 wurde er mit Verdy Tabellendritter. In den Aufstiegsspielen konnte man sich durchsetzen und stieg in die erste Liga auf. Im Februar 2024 wechselte er auf Leihbasis zum Zweitligisten Thespakusatsu Gunma. Hier bestritt er 36 Ligaspiele. Am Ende der Saison 2024 musste er mit dem Verein als Tabellenletzter den Weg in die Drittklassigkeit antreten. Nach der Ausleihe kehrte er zu Verdy zurück. Hier wurde sein Vertrag nicht verlängert. Am 1. Februar 2025 nahm ihn der Zweitligist Blaublitz Akita unter Vertrag.